# André Knottnerus
Johannes Andreas (André) Knottnerus (Nieuw-Beerta, 4 september 1951) is een Nederlands hoogleraar die van mei 2010 tot april 2017 voorzitter was van de Wetenschappelijke Raad voor het Regeringsbeleid, een belangrijk adviesorgaan van de Nederlandse regering. Hij was de opvolger van Wim van de Donk die werd benoemd als Commissaris van de Koning in Noord-Brabant.
Aan het begin van zijn loopbaan heeft Knottnerus gewerkt als huisarts in Amsterdam en was hij wetenschappelijke medewerker aan de Vrije Universiteit. Sinds 1988 is hij als hoogleraar huisartsgeneeskunde verbonden aan de Universiteit Maastricht. Verder was hij van 2001 tot 2011 voorzitter van de Gezondheidsraad en is hij lid van de KNAW.